# Метафоричні асоціативні карти

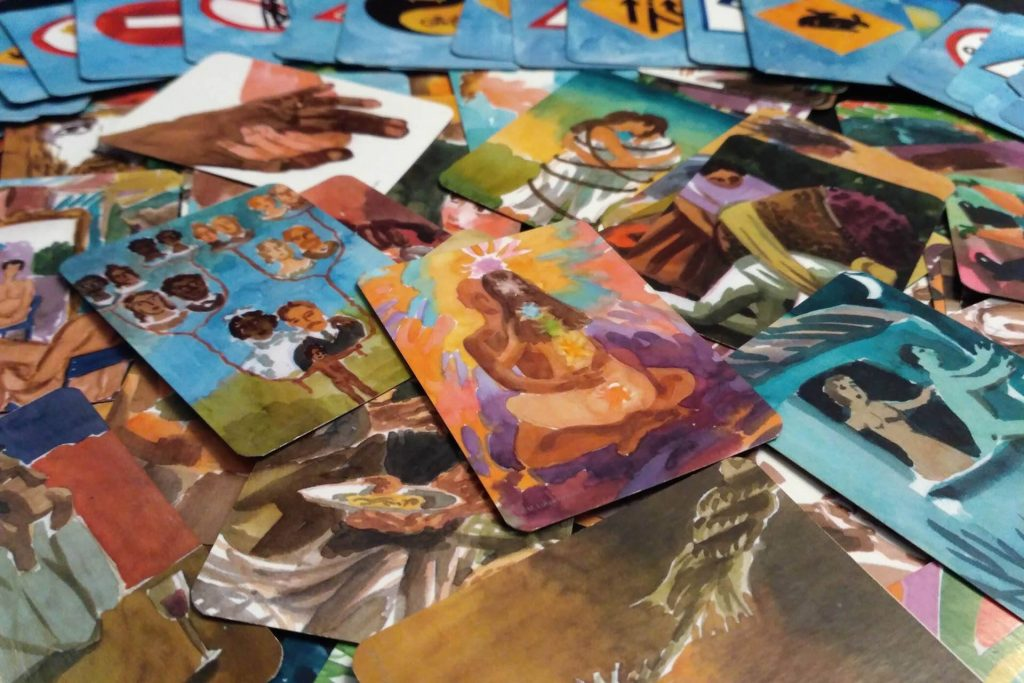
Метафоричні асоціативні карти з колоди Tandoo

Метафоричні асоціативні карти (МАК) (також OH Cards) — це спеціальні картинки у вигляді карт, що зображають людей, їх взаємодії, життєві ситуації, пейзажі, тварин, предмети побуту, абстрактні зображення . 
Використовуються як підказки для розповідання історій, консультацій та психотерапії, як засоби для покращення спілкування чи навчання. Вони не мають офіційних чи традиційних інтерпретацій зображень, а інструкції, що додаються до колод, заохочують творчу та особисту інтерпретацію зображень. Так, представлені на картах образи можуть ставати метафорою наших цінностей, страхів, бажань.

## Застосування
Використовується як інструмент у психології та коучингу, однак має обмежені дані щодо ефективності. У психології відносять до проективних методик.  
В езотериці це один з інструментів розвитку інтуїції. 
У дозвіллі це гра, яка допомагає вибудовувати стосунки, допомагає краще дізнатися і зрозуміти себе і тих, хто в ній бере участь. Розвивати творчі та комунікативні навички.

## Види
Значення кожної колоди залежить від тематики, є більш цілеспрямовані, а є універсальні. Зокрема існують:
- «Персона / Persona» — набір карт з обличчями людей, що відображає різні емоції і стани;
- «Тандем / Tandu» — асоціативні карти для опрацювання стосунків в парі;
- «Еко / Ecco» — розкриття творчого потенціалу;
- «Коуп / Cope» — робота з травмами;
- «Сага / Saga» -розвиток уяви і творчого потенціалу;
- «О-карти / Oh-cards» -для самоаналізу і полегшення соціальних взаємодій;
- «Морена / Morena» допомагає побачити ресурс;
- «Вона» — жіноча, дуже ресурсна колода;
- «Вікна і двері» — робота з станами, пошук ресурсів, нових рішень;
- «Зі скрині минулого» — опрацювання дитячих травм, неврозів, установок.
- «Горшочек золота» — робота з грошовими (фінансовими) запитами, яка дозволяє знайти рішення у відносинах з особистими грошима.
- «Гроші в сім'ю» («Деньги в семью» — рос.) — робота з сімейними грошовими (фінансовими) запитами, яка дозволяє знайти рішення у відносинах, ролях з грошима в сім'ї. [джерело?]